# Foresta di Serra Nicolino-Piano d'Albero
Foresta di Serra Nicolino-Piano d'Albero este o arie protejată (arie specială de conservare — SAC, sit de importanță comunitară — SCI) din Italia întinsă pe o suprafață de 201 ha, integral pe uscat.

## Localizare
Centrul sitului Foresta di Serra Nicolino-Piano d'Albero este situat la coordonatele 39°29′17″N 16°03′25″E / 39.488056°N 16.056944°E.

## Înființare
Situl Foresta di Serra Nicolino-Piano d'Albero a fost declarat sit de importanță comunitară în septembrie 1995 pentru a proteja un număr necunoscut de specii din flora spontană și fauna sălbatică aflate în arealul zonei. Situl a fost protejat și ca arie specială de conservare în iunie 2017.

## Biodiversitate
Situată în ecoregiunea mediteraneană, aria protejată conține 1 habitat natural: Păduri de fag din Apenini cu Taxus și Ilex.
La baza desemnării sitului se află un număr nedeclarat de specii protejate:
Pe lângă speciile protejate, pe teritoriul sitului au mai fost identificate 3 specii de plante.